# Astragalus hamiensis
Astragalus hamiensis là một loài thực vật có hoa trong họ Đậu. Loài này được S.B.Ho miêu tả khoa học đầu tiên.